# Schupleer-Graafweide
Schupleer-Graafweide is een natuurgebied in  Grobbendonk en Vorselaar. Het wordt beheerd door Natuurpunt en bestaat uit vochtige hooilanden, broekbossen en de overgang naar zanderige bossen, duinen en vennen van de Kempense Heuvelrug. Het natuurgebied op de linkeroever van de Kleine Nete beslaat een oppervlakte van 120 hectare en omvat verschillende historische sites (priorije Ten Troon, kasteelhoeve d'Ursel). Het natuurreservaat is Europees beschermd als onderdeel van Natura 2000-gebied Valleigebied van de Kleine Nete met brongebieden, moerassen en heiden. Sinds 2025 meandert de Aa opnieuw door het natuurgebied.